# SANISAI
SANISAI（サニサイ）は、日本のコーラスポップユニット。
大学で知り合った和嘉子と村井、そして和嘉子の弟である隆平。それぞれ違う声質の3人がその声を重ねて歌った時の「気持ち良さ」に『何か』を感じて結成。2005年5月末までは「Sunny Side Up（サニーサイドアップ）」として活動していた。2007年10月のメジャーデビュー時から有賀啓雄がサウンドプロデュースを務め2020年に有賀も正式メンバーとなる。

## メンバー
- 村井 伸吾（むらい しんご、リーダー、ピアノ、ボーカル）
- 山田 和嘉子（やまだ わかこ、ボーカル、コーラス、パーカッション）
- 山田 隆平（やまだ りゅうへい、ギター、コーラス）
- 有賀 啓雄（ありが のぶお、ベース、コーラス）- 2020年加入[1]2023年死去[2]

## ディスコグラフィ

### シングル

#### インディーズ
- 京都慕情（2002年9月18日発売）
- snow love song（2002年12月23日発売）
- 彼女の夏（2003年7月7日発売）
- Snow Party（2003年12月12日発売）
- ハツコイ（2004年9月22日発売）
- 向日葵（2005年7月20日発売）
- アネモネ（2006年8月25日発売）

5thまでは、Sunny Side Up名義

#### メジャー
- Live to Sing（2007年10月11日発売）

### アルバム
- GREETINGS（2006年2月3日発売）
- 三感四音（2008年4月23日発売）
- 十年十色 (10th Anniversary LIVE ALBUM) (2009年9月7日発売)
- DANRAN (2011年9月10日発売)

### DVD
- SANISAI Live in Harmony（2006年12月23日発売）※1000枚限定生産

### イベント配布
- every time,many times（2005年12月24日25日無料配布）
- シアワセノアシアト（2007年2月22日〜2月28日近鉄京都店PLATZ閉店記念、応募抽選300枚）
- もこすくるん（2007年6月3日イニシア塚口入会キャンペーンプレゼント）

## タイアップ一覧
| 使用年        | 曲名           | タイアップ                          |
| ------------- | -------------- | ----------------------------------- |
| Sunny Side Up |                |                                     |
| 2002年        | snow love song | 「スポーツ館ミツハシ」CMソング      |
| SANISAI       |                |                                     |
| 2006年        | Snow Party     | 「スポーツ館ミツハシ」CMソング      |
| 2007年        | Live to Sing   | MBS『麒麟の部屋』エンディングテーマ |

## 出演
ラジオ
- α-STATION (89.4MHz)「Be in Harmony」
  - 4月～6月末までは毎週火曜日深夜1:00~2:00。7月から毎週金曜日夜0:00~1:00放送中。
- 森脇健児のサタデーミーティング（KBS京都）‐過去

CM
- 象印ステンレスボトル「マイボトルのうた」SANISAI編 15秒

## 関連人物
- 森脇健児
- 井上麻子